# پارک ملی کوهستان‌های گریت اسموکی
پارک ملی کوه‌های بزرگ اسموکی (به انگلیسی: Great Smoky Mountains National Park) پارکی طبیعی در ایالت تنسی و کارولینای شمالی در ایالات متحده آمریکا است.
این مکان یک میراث جهانی یونسکو در آمریکا می‌باشد، و جزئی از رشته‌کوه آپالیشین می‌باشد.

## وب‌گاه‌های بیرون
- وب‌گاه رسمی